# آمله
آمُله، انگور فرنگی هندی یا میروبالان (نام علمی: Phyllanthus emblica) که در کتب طب سنتی با نام‌های آملج و اَملَج آمده‌است و به هندی آنوله و آنولا  و به پنجابی و اردو آمله گویند نام یک گونه از راسته مالپیگی‌سانان است که درختی زینتی است و میوه‌های خوراکی تولید می‌کند و تا حدود ۱۸ متر ارتفاع و در برخی موارد به ندرت تا ۳۰ متر ارتفاع می‌تواند رشد کند.

## خواص آمله
این گیاه طبیعتی سرد و خشک دارد. میوهٔ این درخت جزوء اندام دارویی این گیاه است و اسانس، روغن ثابت و ویتامین C جزوء ترکیبات شیمیایی این گیاه می‌باشد. از این در درمان سوءهاضمه، ضعف و بی قوگی استفاده می‌کند. این میوه تقویت کنندهٔ قلب و ذهن است.
همچنین این گیاه مقاومت و سیستم ایمنی بدن را در برابر ویروس‌ها و باکتری‌ها زیاد می‌کند ، از استفراغ جلوگیری می‌کند ، اشتها را زیاد می‌کند ، ملین است و نیروی جنسی را نیز زیاد می‌کند. این میوه قطع کنندهٔ انواع خونریزی‌ها است و در درمان بواسیر نیز بسیار مفید است.
مهمترین اثرات این میوه
- درمان سوءهاضمه
- تقویت کنندهٔ ذهن و قلب
- درمان درد موضعی
- درمان بواسیر
- نیروی جنسی را زیاد می‌کند
- رفع نسیان
- رفع فراموشی و مالیخولیا
- جلوگیری از انواع خونریزی‌ها
- تقویت کنندهٔ موی سر

## در لغتنامه دهخدا
دربارهٔ این گیاه در لغتنامه دهخدا آمده‌است:
آمله یا آملج. نام درختی هندی که ثمرهٔ آن را نیز آمله گویند. طعم آن ترش و عفص و نازک چون آلوگوجه ببزرگی گردکانی و خردتر درخت آن ببالای گردکان. برگ آن ریزه و انبوه از دو سوی شاخ بقدر شبری رسته گاهی بدو شاخه و گاهی بسه شاخه و چوب آن از چنار سختتر بود: و اندر میان رامیان و جالهندر [هندوستان] پنج روزه راه است و همهٔ راه درختان هلیله و بلیله و آمله و داروهاست که بهمهٔ جهان ببرند. (حدودالعالم).
پای ز گل برکشی بطاعت به زآنک
روی بشوئی همی به آمله و گل.
ناصرخسرو.
چون نشوئی دل بدانش همچنانک
موی را شوئی به آب آمله؟
ناصرخسرو.
آملهٔ پرورده؛ آملهٔ مربّابشکر یا عسل.
شیرآمله؛ عبارت از آملهٔ مالیدهٔ منقی از دانه است که چند بار در شیر تر نهند و سپس شسته و خشک کنند تا قوت آن کم و صالح برای استعمال شود.

## نگارخانه

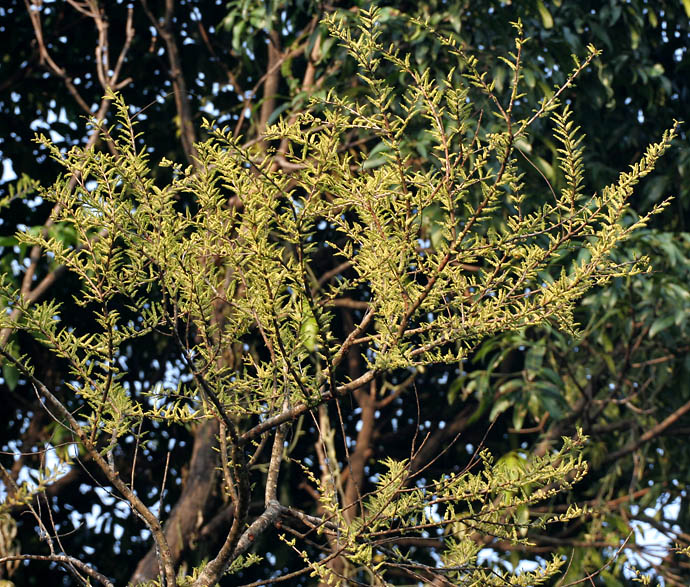
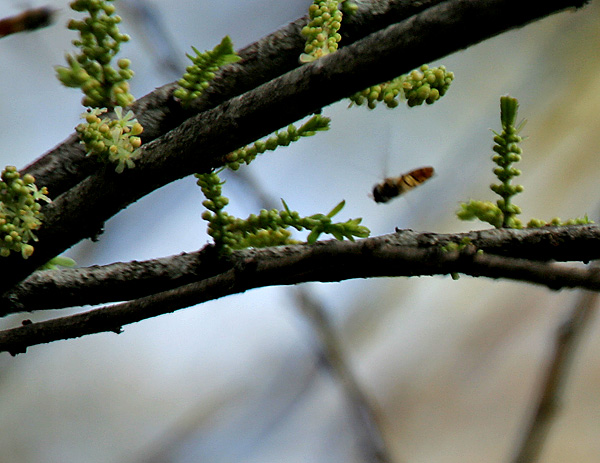
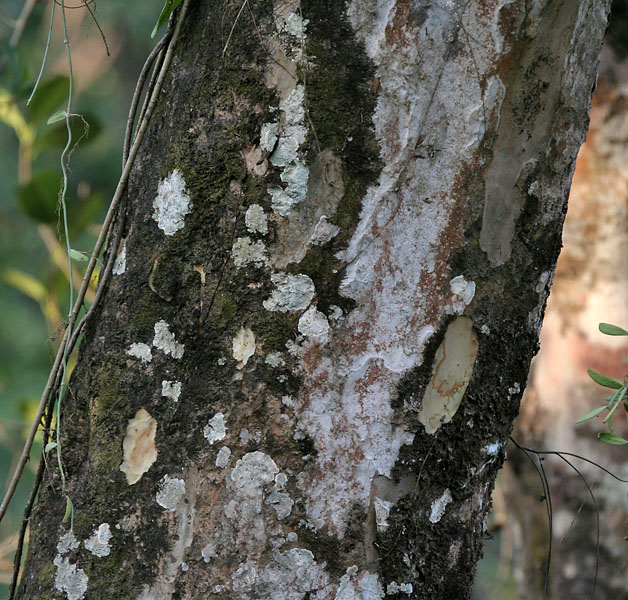
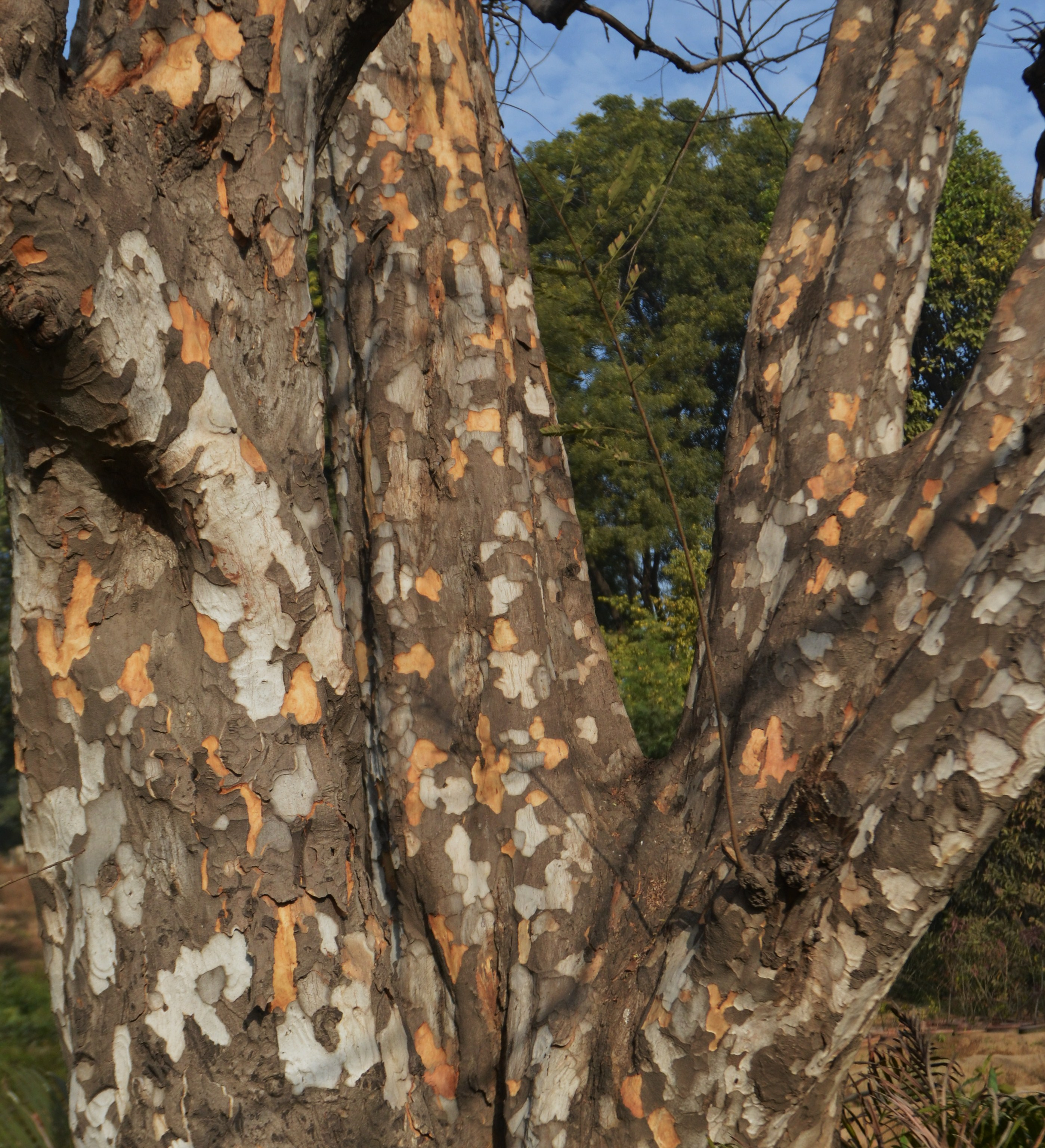